# Nagy Kék Lyuk

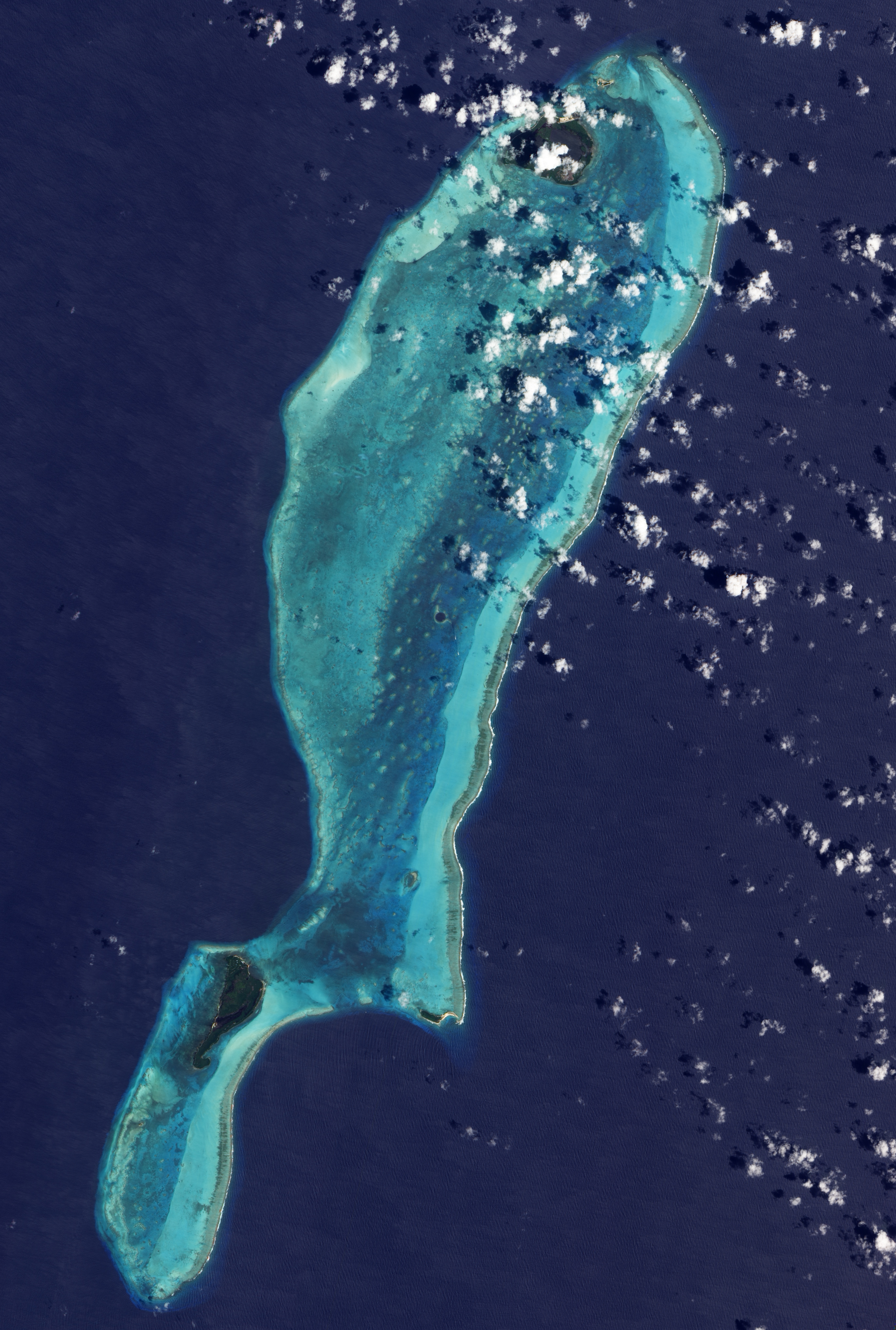
A Világítótorony-zátony az űrből. A Nagy Kék Lyuk a fénykép közepén található

A Nagy Kék Lyuk (angol: Great Blue Hole) egy hatalmas, tengeri víznyelő Belize partjai előtt. Egy kis atoll, a Világítótorony-zátony területén található. A 300 méter átmérőjű és 124 méter mély víznyelő körülbelül 70 kilométer távolságra helyezkedik el Belizevárostól. A kainozoikumi eljegesedés alatt képződött, amikor a tengerek szintje sokkal alacsonyabb volt. A Nagy Kék Lyukban talált cseppkövek vizsgálata alapján a kialakulás 153 000, 66 000, 60 000 és 15 000 évvel ezelőtt zajlott le. Amikor a tengerek szintje emelkedésnek indult, a víz elárasztotta a barlangot. A hely a Belize Korallzátony Természetvédelmi Terület nevű UNESCO világörökség része.

## Felfedezés és név
A hely Jacques Cousteau-nak köszönhetően vált híressé, aki a világ tíz legjobb búvárhelyeinek egyikévé nyilvánította. 1971-ben Calypso nevű hajóján érkezett a víznyelőhöz, hogy feltérképezze a helyet. Ezen expedíció vizsgálatai megerősítették a víznyelő jellegzetes, karsztos mészkőképződmény eredetét. A folyamat legalább négy fokozatban zajlott le, ezzel peremeket alakítva ki 21, 49 és 91 méter mélyen. Az elárasztott barlangokból felhozott cseppkövek bizonyítják, hogy a tengerszint felett képződtek. Egyes cseppkövek 5˚-kal eltértek a függőlegestől, jelezvén, hogy a múltban geológiai eltolódások és billenések történtek.
A kezdeti mérések 125 méterben állapították meg a Nagy Kék Lyuk mélységét, amely a mai napig a leggyakrabban idézett adat. A Cambrian Alapítvány egy 1997-es kutatása, amelynek célja magminták gyűjtése és a barlangrendszer felkutatása volt, a víznyelő mélységét 124 méterben állapította meg a legmélyebb pontján. A mérések közti különbség a folyamatos üledékképződéssel vagy a mérések pontatlanságával magyarázható.
A Nagy Kék Lyuk nevet egy brit búvár író, Ned Middleton adta a helynek, aki hat hónapos itt tartózkodása után adta ezt a nevet. Ez a természeti képződmény olyannyira lenyűgözte, hogy így érvelt a „Ten Years Underwater” című könyvében: ha Ausztráliáé lehet a Nagy Korallzátony, akkor lehet Belizében a Nagy Kék Lyuk – ezzel a gondolatmenetével elkülönítette a hasonló, kisebb képződményektől. A második, „Diving Belize” című könyvében később ezt megerősítette.

## Turizmus

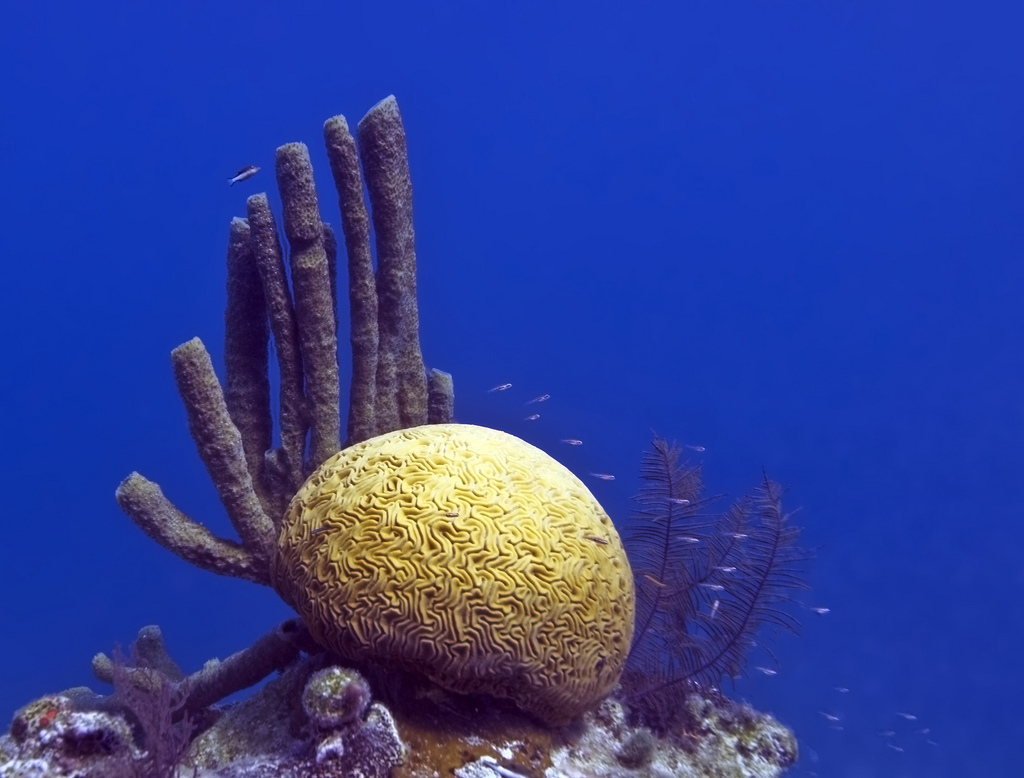
Korallok a Nagy Kék Lyukban

Népszerű hely a hobbi búvárok között, akiket az esetenként kristálytiszta vízben való búvárkodás és számos halfajjal való találkozás lehetősége csábít ide. Olyan cápafajok, mint a bikacápák vagy a pörölycápák ritkán figyelhetők meg. Általában egész napos kirándulásokat szerveznek a belizei tengerparti idegenforgalmi közösségek.
A hasonlóan képződött szárazföldi képződmények, mint amilyenek a beomlott víznyelők, nagyon jó ismertek Belizében és a Yucatán-félszigeten, ahol cenote-nek hívják őket. Nem úgy, mint a szárazföldi cenoték esetében, amelyek gyakran csatlakoznak víz alatti barlangokhoz, itt kevés bizonyítéka van a Nagy Kék Lyuk vízszintes növekedésének.
A Discovery Channel 2012-ben a Föld leglenyűgözőbb helyeinek listáján az első helyre sorolta.
Bár a Nagy Kék Lyuk a búvárok bakancslistáján szerepel, tudni kell, hogy nem minden búvárnak való a terep, az előfeltételek közé tartozik, hogy legalább 24 jegyzett merüléssel kell rendelkezni. Másrészt ez nem egy látványos helyszín, helyette a búvárok a sötét barlang lenyűgöző cseppköveiben gyönyörködhetnek.

## Fordítás
- Ez a szócikk részben vagy egészben  a   The Great Blue Hole című angol Wikipédia-szócikk ezen változatának fordításán alapul.  Az eredeti cikk szerkesztőit annak laptörténete sorolja fel. Ez a jelzés csupán a megfogalmazás eredetét és a szerzői jogokat jelzi, nem szolgál a cikkben szereplő információk forrásmegjelöléseként.

## Külső hivatkozások
- A Nagy Kék Lyuk weboldala (angolul)